# ハイッ!ハイッ!ハイッ!ハイッ!
「ハイッ!ハイッ!ハイッ!ハイッ!」は、FUNK THE PEANUTSの3枚目のシングル。1997年1月22日発売。

## 解説
- 表題曲はサントリー「スーパーホップス」CMソング、カップリング曲は「トヨタ・イプサム」CMソング。

## 収録曲
1. ハイッ!ハイッ!ハイッ!ハイッ!
2. 雪よ! 大地よ! ファンピーよ!!